# 露絲嶺
64°39′S 60°48′W / 64.650°S 60.800°W

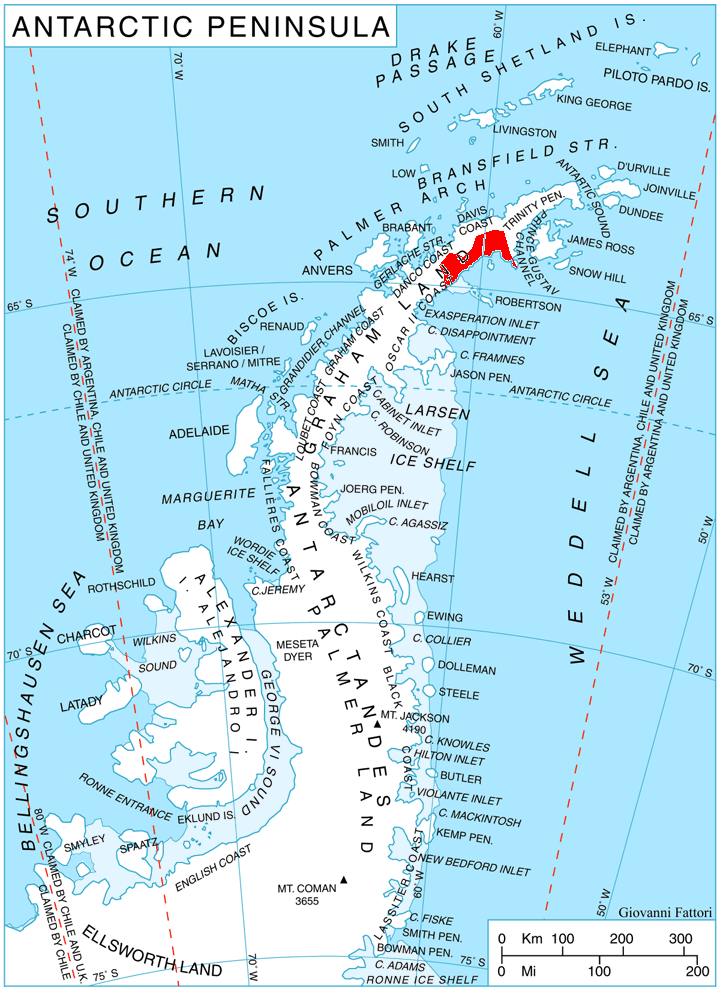

露絲嶺是南極洲的山嶺，位於葛拉漢地東岸，是底特律高原的南端，長4.5公里，是德里加爾斯基冰川的北壁，以瑞典探險隊首領的姊妹命名。

## 外部連結
- SCAR Composite Antarctic Gazetteer（页面存档备份，存于）.